# Parateuthis
Genre
Parateuthis tunicata, le seul membre connu du genre Parateuthis, et le nom scientifique actuellement donné à une espèce de calmar. La validité du Parateuthis et du P. tunicata est incertaine. L'unique spécimen a été trouvé dans l'Océan Antarctique, et est conservé dans les collections du Museum für Naturkunde à Berlin.

## Liste des espèces
- Parateuthis tunicata Thiele, 1920